# Rebrișoara
Rebrisoara là một xã thuộc hạt Bistrița-Năsăud, România. Dân số thời điểm năm 2002 là 4704 người.